# Two of a Kind
Two of a Kind est un film américain en noir et blanc réalisé par Henry Levin, sorti en 1951.

## Synopsis
Un avocat corrompu et une jeune femme élaborent un plan pour escroquer un couple de personnes âgées : faire passer un imposteur pour leur fils disparu depuis longtemps. L'imposture réussit mais le plan ne se réalise pas car le vieux père refuse de modifier son testament en faveur de son « nouveau » fils. L'avocat décide de tuer le couple.

## Fiche technique
- Titre français : L'Imposture
- Titre original : Two of a Kind
- Réalisation : Henry Levin
- Scénario : Lawrence Kimble, James Gunn, James Edward Grant
- Photographie : Burnett Guffey
- Musique : George Duning
- Montage : Charles Nelson
- Production : William Dozier
- Société de production et de distribution : Columbia Pictures
- Pays de production :  États-Unis
- Langue d'origine : anglais américain
- Format : noir et blanc — pellicule : 35 mm — image : 1,37:1 — son : mono (Western Electric Recording)
- Genre : thriller, drame psychologique
- Durée : 75 minutes
- Dates de sortie :
  - États-Unis : juillet 1951
  - France : 30 janvier 1953

## Distribution
- Edmond O'Brien : Michael "Lefty" Farrell
- Lizabeth Scott : Brandy Kirby
- Terry Moore : Kathy McIntyre
- Alexander Knox : Vincent Mailer
- Griff Barnett : William McIntyre
- Robert Anderson : Todd
- Virginia Brissac : Maida McIntyre
- Claire Carleton : Minnie Mitt